# Прастио (Авдиму)
Прастио̀ (на гръцки: Πραστιό, Пастьо̀) е село в Кипър, окръг Лимасол. Според статистическата служба на Република Кипър през 2001 г. селото има 223 жители.
Намира се на север от Авдиму.